# Rollier
Coracias
Pour les articles homonymes, voir Rollier (homonymie).
Genre
Rollier (Coracias) est un genre d'oiseaux regroupant huit espèces appartenant à la famille des Coraciidae. 

## Liste des espèces
Ces espèces ont pour nom normalisé rollier.
D'après la classification de référence (version 9.2, 2019) du Congrès ornithologique international (ordre phylogénique) :
- Coracias naevius (Daudin, 1800) – Rollier varié
  - sous-espèce Coracias naevius naevius (Daudin, 1800)
  - sous-espèce Coracias naevius mosambicus (Dresser, 1890)
- Coracias benghalensis (Linnaeus, 1758) – Rollier indien
  - sous-espèce Coracias benghalensis benghalensis (Linnaeus, 1758)
  - sous-espèce Coracias benghalensis indicus (Linnaeus, 1766)
- Coracias affinis Horsfield, 1840 – Rollier indochinois
- Coracias temminckii (Vieillot, 1819) – Rollier de Temminck
- Coracias spatulatus (Trimen, 1880) – Rollier à raquettes
- Coracias caudatus (Linnaeus, 1766) – Rollier à longs brins
  - sous-espèce Coracias caudatus lorti (Shelley, 1885)
  - sous-espèce Coracias caudatus caudatus (Linnaeus, 1766)
- Coracias abyssinicus (Hermann, 1783)- Rollier d'Abyssinie
- Coracias garrulus (Linnaeus, 1758) – Rollier d'Europe
  - sous-espèce Coracias garrulus garrulus (Linnaeus, 1758)
  - sous-espèce Coracias garrulus semenowi (Loudon & Tschusi, 1902)
- Coracias cyanogaster (Cuvier, 1816) – Rollier à ventre bleu

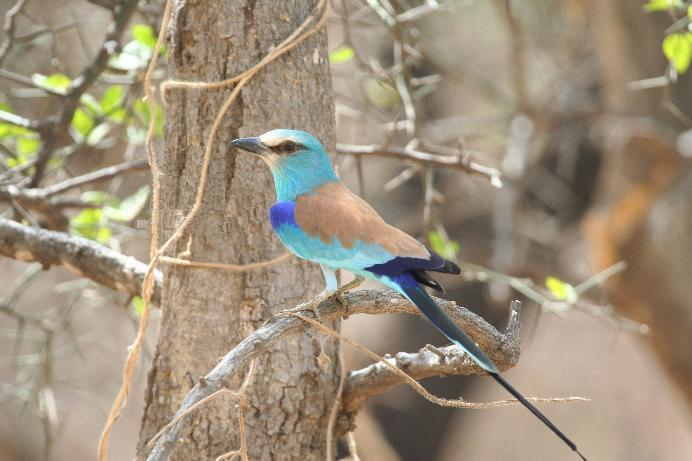
Coracias abyssinica
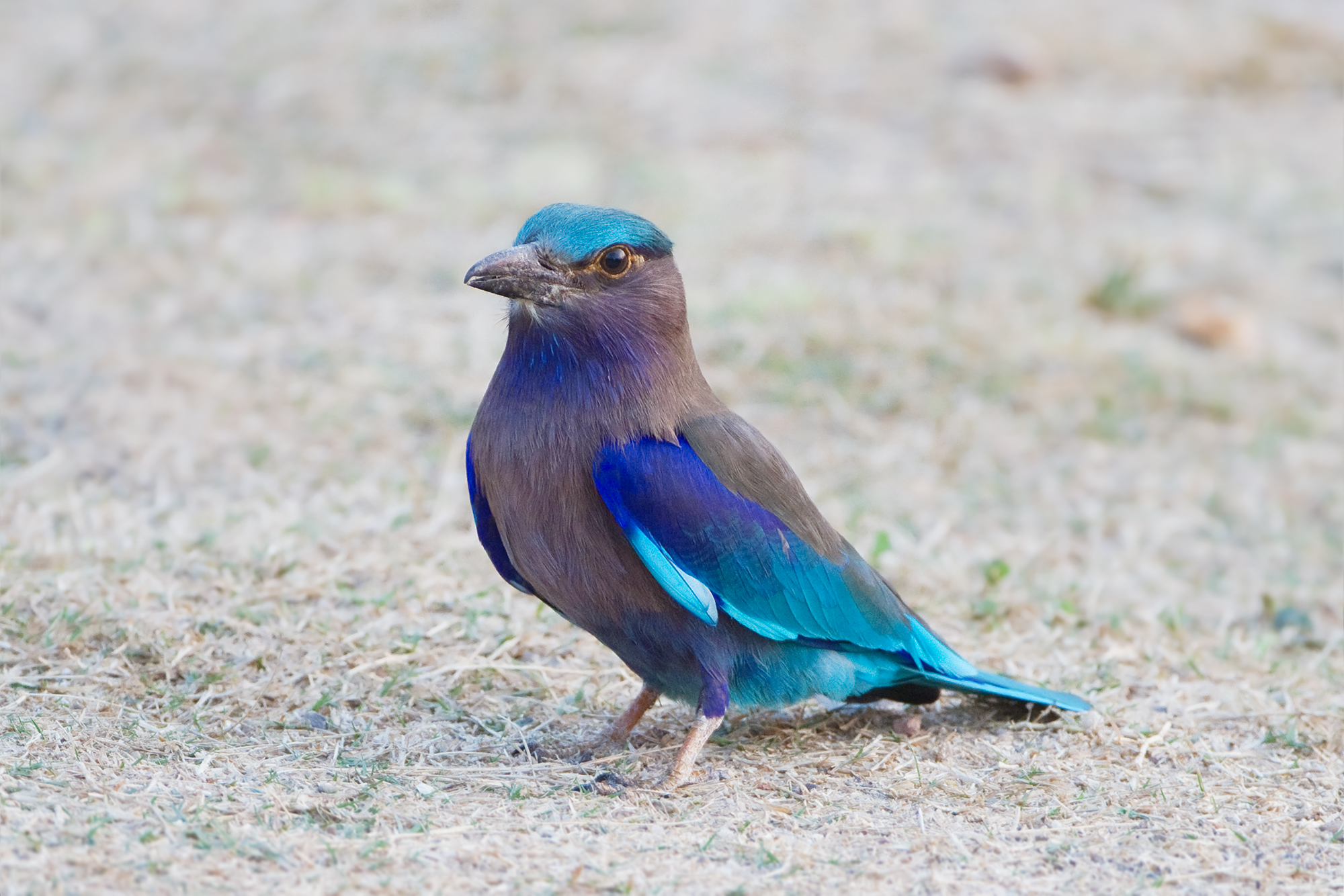
Rollier indochinois
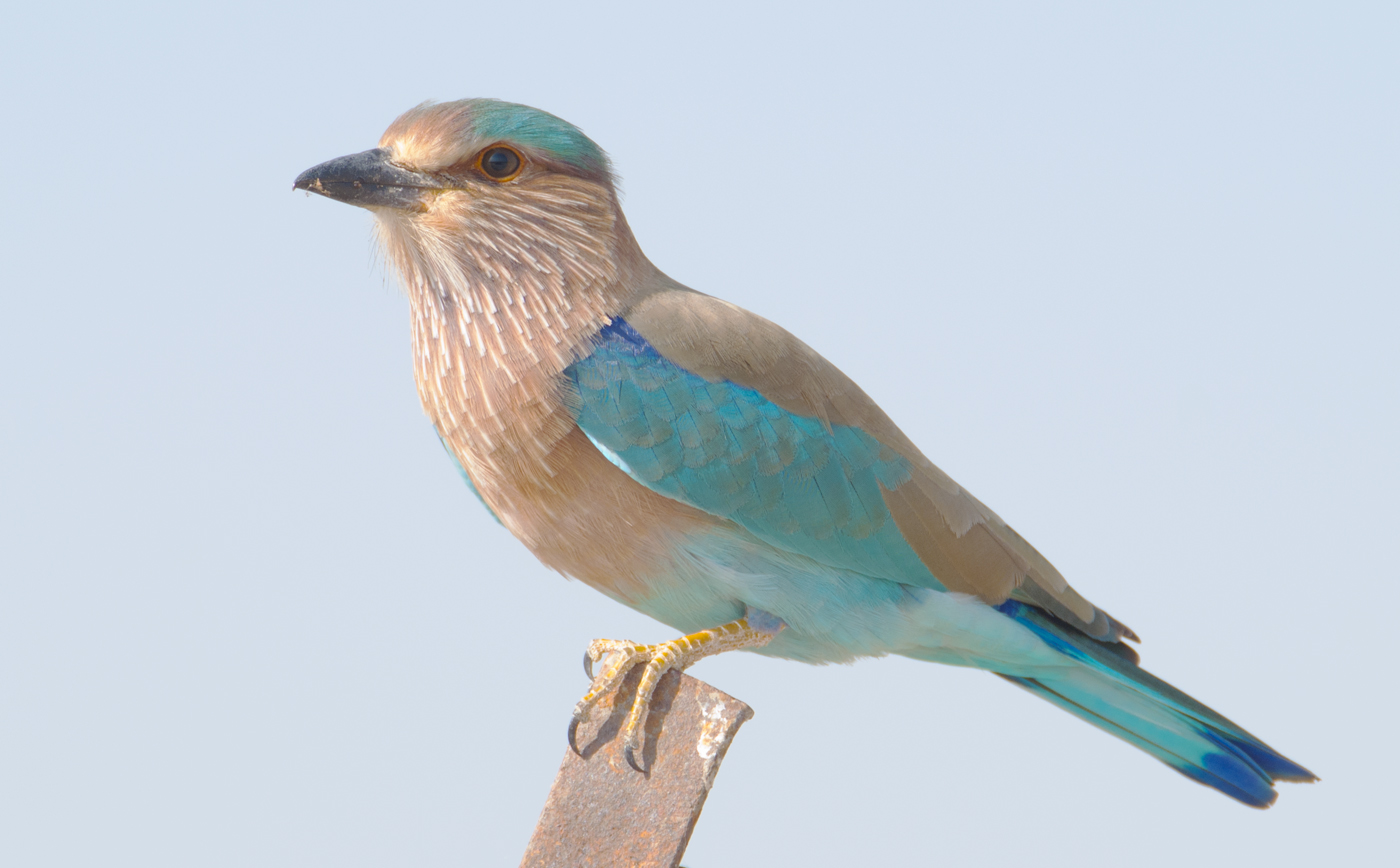
Coracias benghalensis
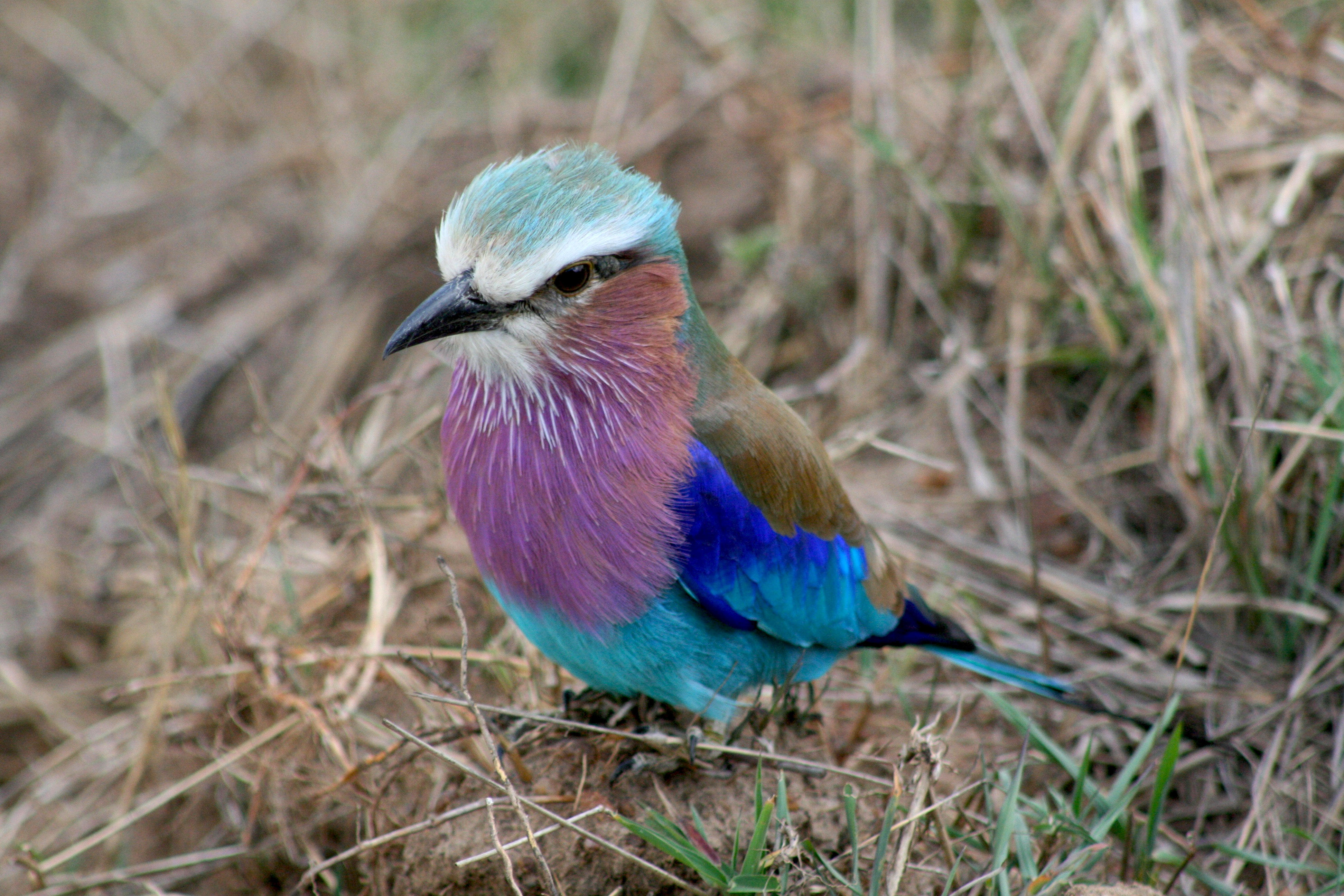
Coracias caudatus
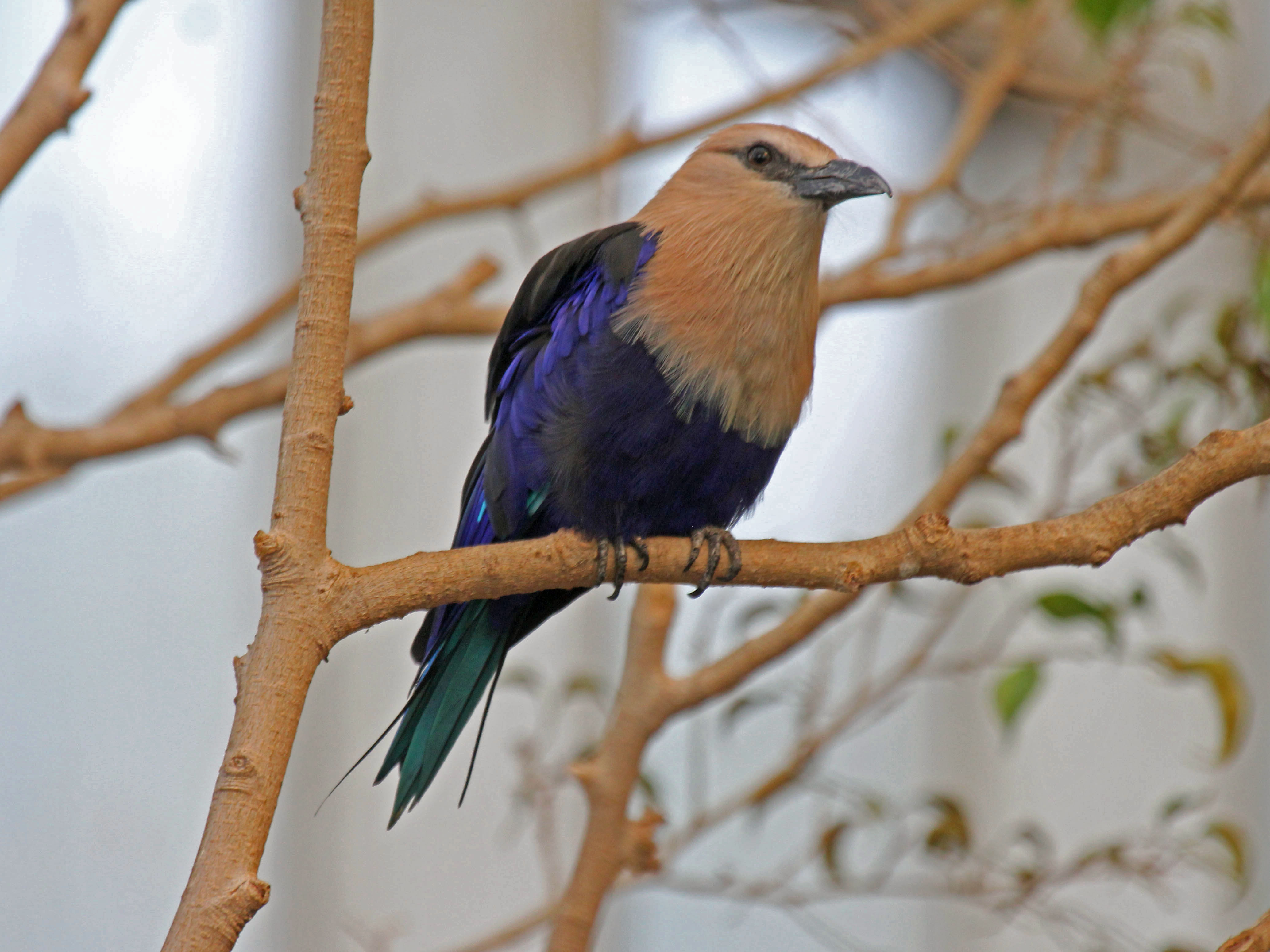
Coracias cyanogaster
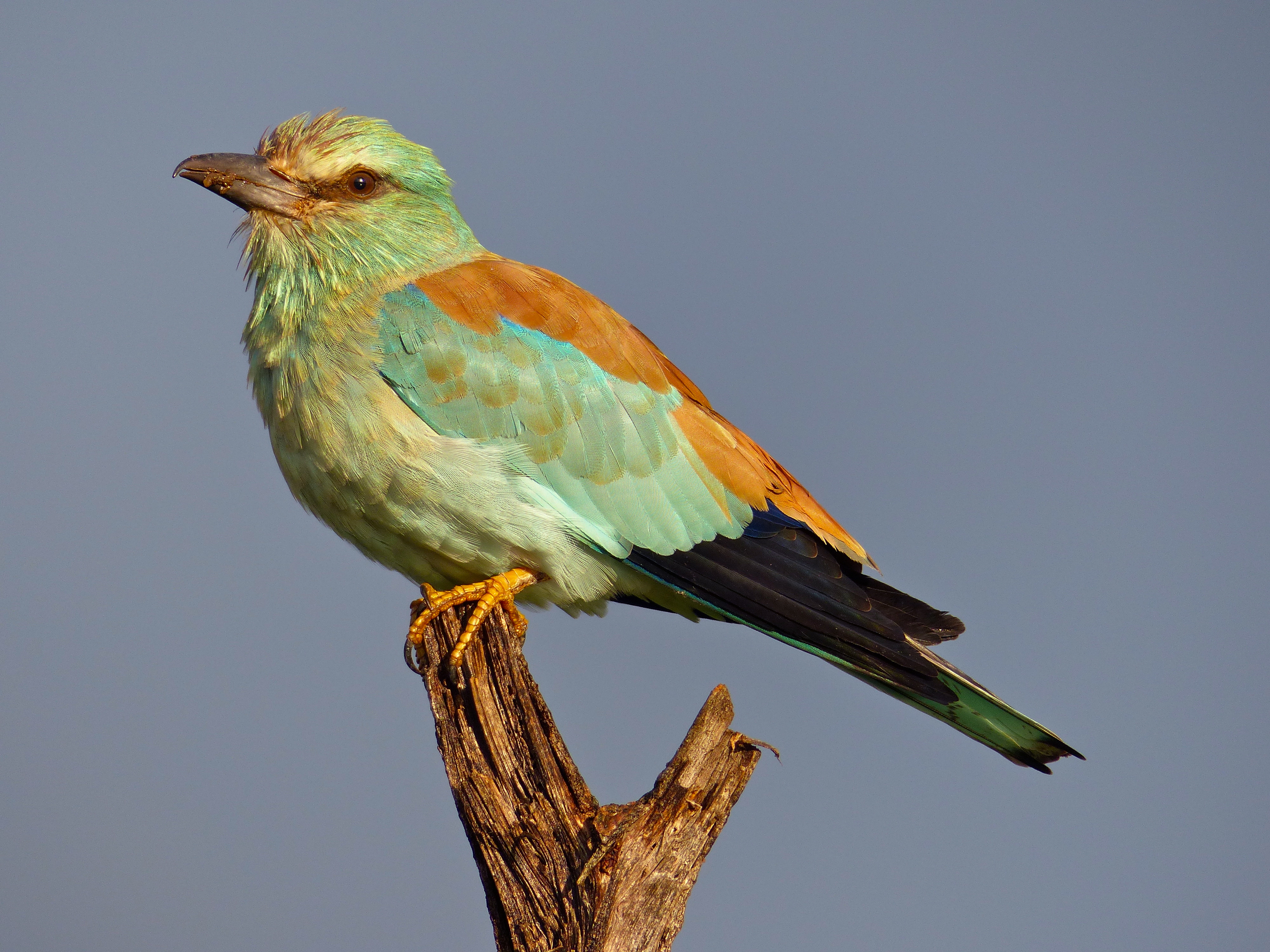
Coracias garrulus
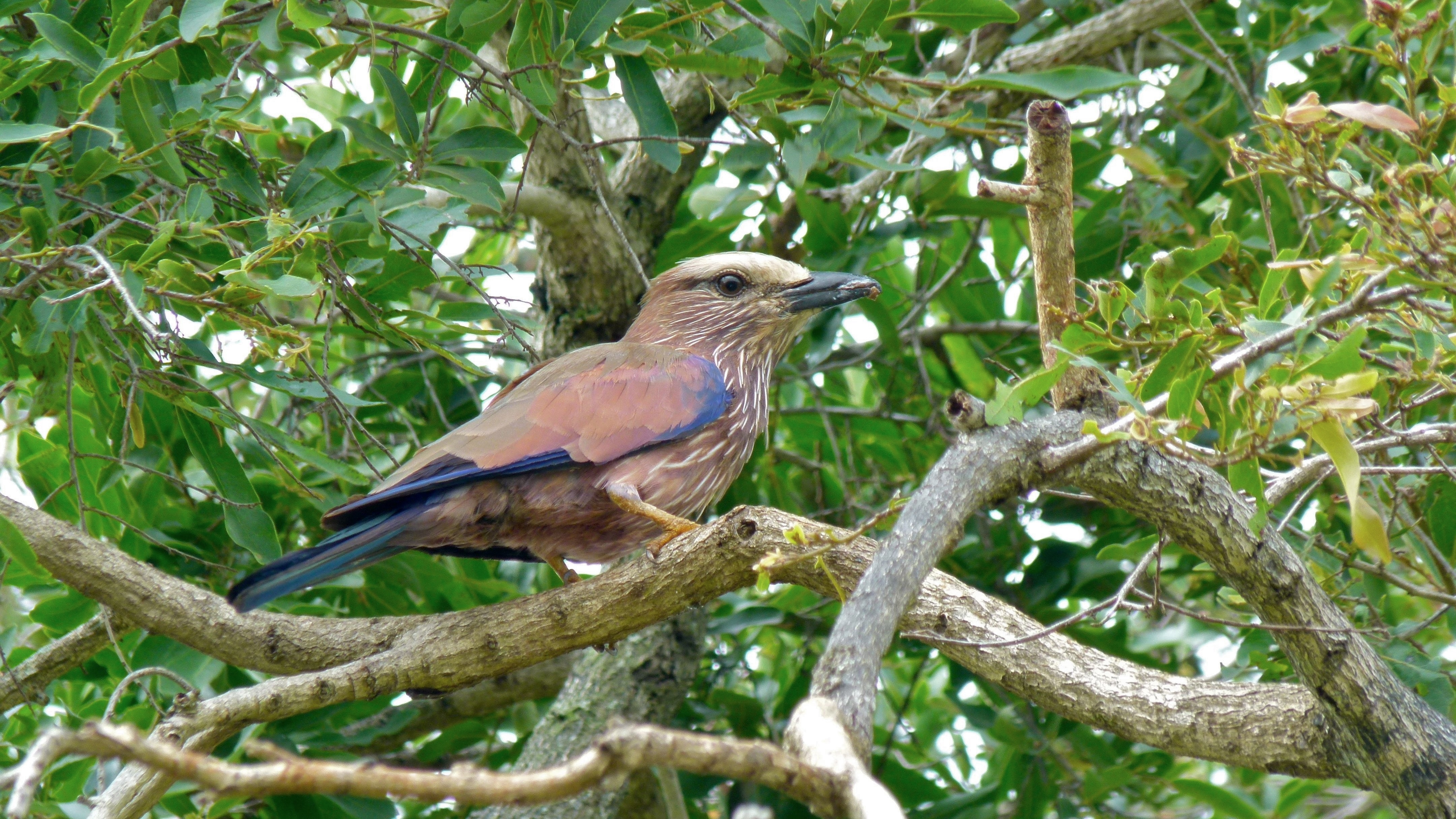
Coracias naevius
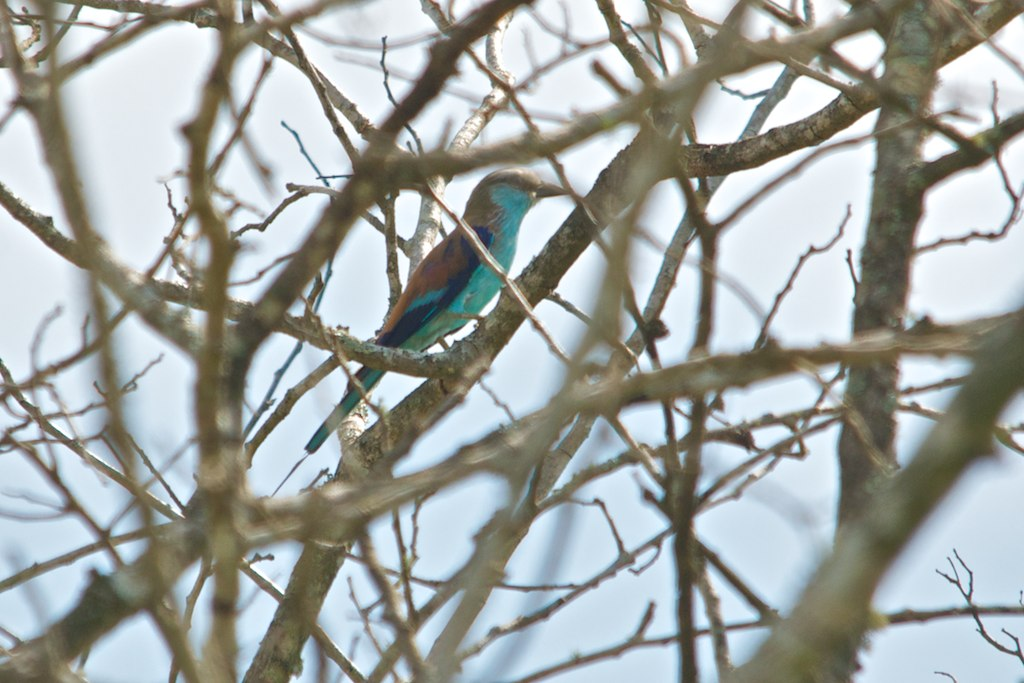
Coracias spatulatus
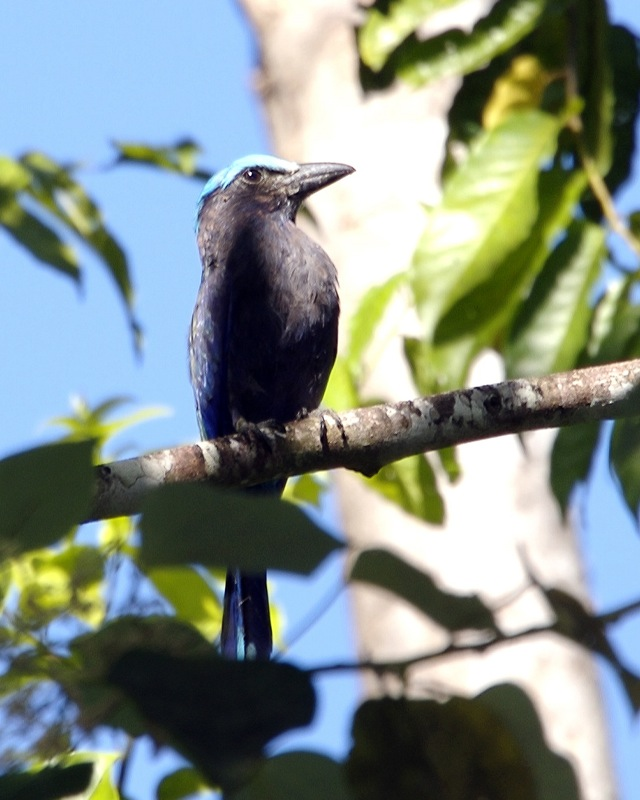
Coracias temminckii